# IC 2149
IC 2149 ist ein planetarischer Nebel im Sternbild Fuhrmann, welcher im Jahre 1906 von Williamina Fleming entdeckt wurde.